# Paula Fürstenberg

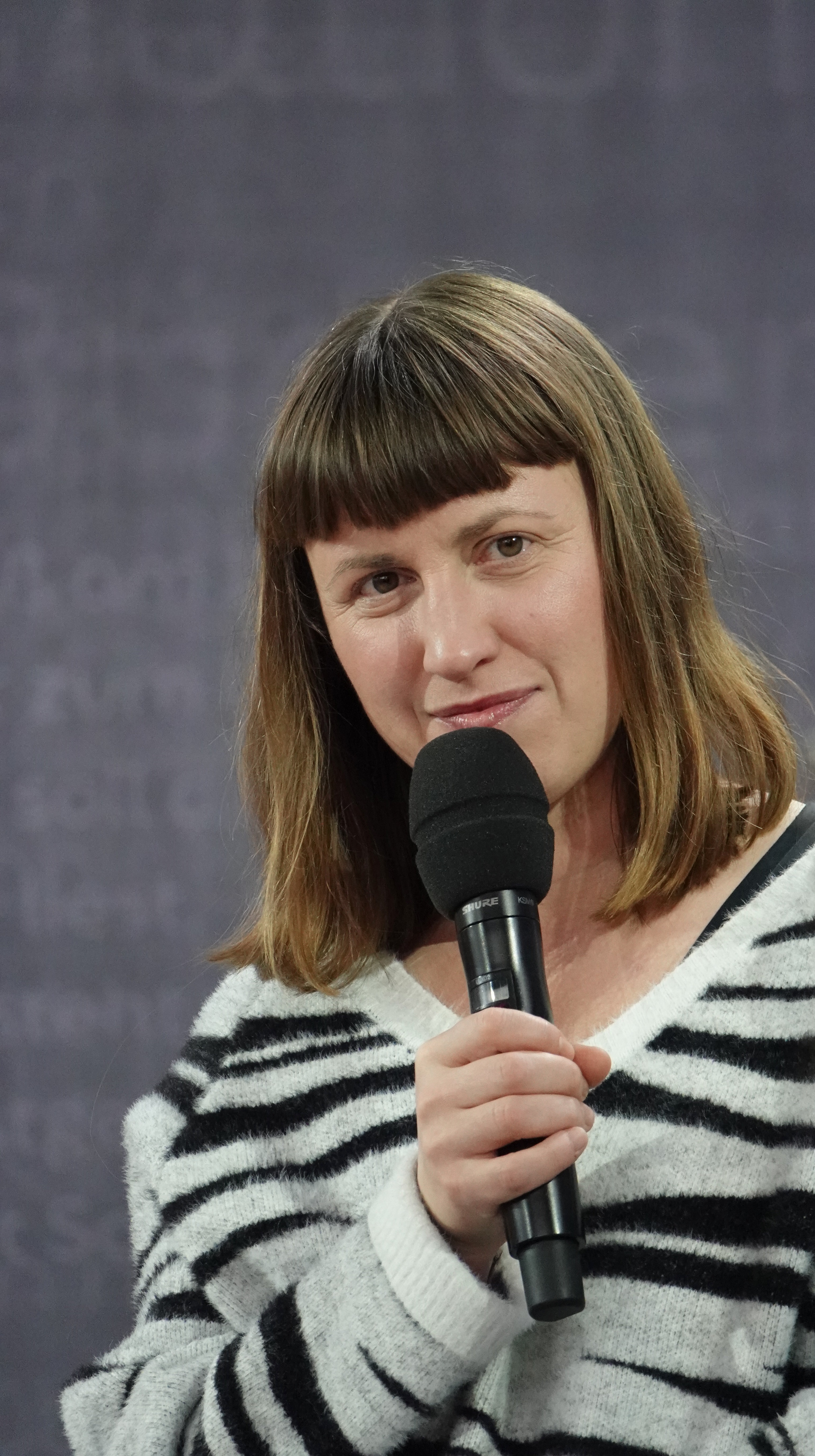
Paula Fürstenberg 2024

Paula Fürstenberg (geboren 1987 in Potsdam) ist eine deutsche Schriftstellerin.

## Leben
Paula Fürstenberg wuchs in einer Künstlerfamilie in Potsdam auf. Sie ging für zwei Jahre nach Frankreich und studierte von 2008 bis 2011 am Schweizerischen Literaturinstitut in Biel. Sie studierte danach an der Humboldt-Universität Berlin. Im Jahr 2022 war sie eine der Kuratoren der Gesprächsreihe Let’s talk about class. Fürstenberg lebt seit dem Jahr 2011 in Berlin.

## Wirken
Ihr Debütroman Familie der geflügelten Tiger erschien 2016 und wurde von Stéphanie Lux ins Französische übersetzt. Gemeinsam mit Daniela Dröscher und Christian Dittloff gab sie die Bände check your habitus, Soll & Habitus und Herz & Habitus bei Sukultur heraus.
Ihr zweiter Roman Weltalltage (2024) befasst sich mit den Themen Krankheit und Freundschaft, indem sie die Lebensgeschichten von Max, der an Depression leidet, und einer namenlosen Erzählerin, die mit Endometriose kämpft, verknüpft. Die Erzählung entwickelt sich rund um deren gemeinsame Vergangenheit und gegenwärtiges Zusammenleben in Berlin, eingebettet in eine Gesellschaftskritik, die sowohl das Gesundheitssystem als auch die gesellschaftlichen Erwartungen hinterfragt. Das Buch erkundet sowohl die Grenzen der literarischen Darstellung psychischer Krankheiten als auch die ethischen Fragen, wer berechtigt ist, solche Geschichten zu erzählen.

## Werke
- Familie der geflügelten Tiger. Kiepenheuer & Witsch, Köln 2016, ISBN 978-3-462-04875-9.
- mit Daniela Dröscher (Hrsg.): check your habitus (= Schöner Lesen. Band 191). SuKuLTuR, Berlin 2021, ISBN 978-3-95566-134-2.
- mit Daniela Dröscher (Hrsg.): Soll & Habitus (= Schöner Lesen. Band 195). SuKuLTuR, Berlin 2021, ISBN 978-3-95566-139-7.
- Weltalltage. Roman. Kiepenheuer & Witsch, Köln 2024, ISBN 978-3-462-00336-9.